# Jo Mielziner
Joseph Mielziner est un décorateur pour le théâtre et le cinéma américain né le 19 mars 1901 à Paris (France) et mort le 15 mars 1976 à New York (État de New York).

## Biographie
Joseph "Jo" Mielziner naît dans le 14e arrondissement de Paris le 19 mars 1901, mais sa famille revient aux États-Unis en 1909. Il fait des études d'art à la Pennsylvania Academy of the Fine Arts à Philadelphie et son frère Leo Jr. devient un acteur sous le pseudonyme de Kenneth MacKenna.
Kenneth le pousse à entamer une carrière de décorateur de théâtre. Il est d'abord assistant de Robert Edmond Jones et de Lee Simonson, tous deux parties prenantes de la Nouvelle Scénographie (New Stagecraft), un mouvement qui met l'accent sur l'importance des décors dans l'interprétation d'une pièce ou d'une comédie musicale. Plus tard, Mielziner se lance et bientôt dépasse ses mentors.
Au milieu de sa carrière, il porte son attention sur l'architecture des théâtres, et notamment le Vivian Beaumont Theatre (au sein du Lincoln Center for the Performing Arts), le théâtre de l'Université de Wake Forest, le Power Center à l'université du Michigan, le Theatre Center de Denver et le Mark Taper Forum (en).

## Théâtre
- 1923 : Saint Joan : un page de la cour
- 1923 : The Failures : le caporal
- 1924 : The Guardsman (décors)
- 1927 : The Doctor's Dilemma (décors)
- 1928 : A Most Immoral Lady (décors)
- 1929 : Jenny (décors)
- 1929 : The Little Show (décors)
- 1929 : Street Scene (décors)
- 1930 : Sweet and Low (décors)
- 1930 : Uncle Vanya (décors)
- 1931 : Of Thee I Sing (décors)
- 1931 : Brief Moment (décors)
- 1931 : The Barretts of Wimpole Street (décors, costumes)
- 1932 : Biography (décors)
- 1932 : Gay Divorce (décors)
- 1932 : Hey Nonny Nonny! (décors)
- 1933 : The Lake (décors)
- 1933 : The Dark Tower (décors)
- 1933 : I Was Waiting for You (décors)
- 1933 : A Divine Drudge (décors)
- 1933 : Champagne, Sec (décors)
- 1933 : Of Thee I Sing (décors)
- 1934 : Accent on Youth (décors)
- 1934 : Romeo and Juliet (décors)
- 1934 : Spring Song (décors)
- 1934 : Merrily We Roll Along (décors)
- 1934 : Dodsworth (décors)
- 1934 : The Pure in Heart (décors)
- 1934 : Yellow Jack (décors)
- 1934 : Dodsworth (décors)
- 1934 : Biography (décors)
- 1934 : By Your Leave (décors)
- 1935 : Romeo and Juliet (décors, costumes)
- 1935 : Pride and Prejudice (décors, costumes)
- 1935 : Jubilee (décors)
- 1935 : Winterset (décors)
- 1935 : Kind Lady(décors)
- 1935 : Flowers of the Forest (décors)
- 1935 : Panic (décors)
- 1935 : De Luxe (décors)
- 1935 : The Barretts of Wimpole Street (décors)
- 1935 : It's You I Want (décors)
- 1936 : The Women (décors)
- 1936 : The Wingless Victory (décors)
- 1936 : Daughters of Atreus (décors)
- 1936 : Hamlet (décors, costumes)
- 1936 : St. Helena (décors, costumes)
- 1936 : On Your Toes (décors)
- 1936 : Saint Joan (décors)
- 1936 : The Postman Always Rings Twice (décors)
- 1936 : Co-respondent Unknown (production, décors)
- 1936 : Ethan Frome (décors, costumes)
- 1936 : A Room in Red and White (décors)
- 1937 : Barchester Towers (décors)
- 1937 : Father Malachy's Miracle (décors)
- 1937 : Too Many Heroes (décors)
- 1937 : Antony and Cleopatra (décors, costumes)
- 1937 : Susan and God (décors)
- 1937 : The Star-Wagon (décors)
- 1937 : High Tor (décors)
- 1938 : The Boys from Syracuse (décors, lumières)
- 1938 : Knickerbocker Holiday (décors)
- 1938 : Abe Lincoln in Illinois (décors)
- 1938 : Sing Out the News (décors)
- 1938 : I Married an Angel (décors)
- 1938 : Save Me the Waltz (décors)
- 1938 : On Borrowed Time (décors)
- 1938 : Yr. Obedient Husband (décors)
- 1939 : Christmas Eve (décors)
- 1939 : Morning's at Seven (décors)
- 1939 : Key Largo (décors)
- 1939 : Too Many Girls (décors)
- 1939 : No Time for Comedy (décors)
- 1939 : Stars In Your Eyes (décors)
- 1939 : Mrs. O'Brien Entertains (décors, costumes)
- 1940 : Flight to the West (décors)
- 1940 : Pal Joey (décors, lumières)
- 1940 : Journey to Jerusalem (décors, lumières)
- 1940 : Higher and Higher (décors)
- 1940 : Two On An Island (décors, lumières)
- 1941 : The Seventh Trumpet (décors, lumières)
- 1941 : The Land Is Bright (décors, lumières)
- 1941 : Candle in the Wind (décors, lumières)
- 1941 : Best Foot Forward (décors, lumières)
- 1941 : The Wookey (décors, lumières)
- 1941 : Watch on the Rhine (décors)
- 1941 : The Talley Method (décors)
- 1941 : The Cream in the Well (décors)
- 1941 : Mr. and Mrs. North (décors)
- 1942 : By Jupiter (décors, lumières)
- 1942 : Solitaire (décors)
- 1943 : Susan and God (décors)
- 1945 : Dream Girl (décors, lumières)
- 1945 : The Rugged Path (décors, lumières)
- 1945 : Beggars Are Coming to Town (décors, lumières)
- 1945 : Carib Song (décors, lumières)
- 1945 : Hollywood Pinafore (décors, lumières)
- 1945 : Carousel (décors, lumières)
- 1945 : The Glass Menagerie (décors, lumières)
- 1945 : The Barretts of Wimpole Street (décors, costumes)
- 1945 : The Firebrand of Florence (décors, lumières)
- 1945 : Foolish Notion (décors, lumières)
- 1946 : Another Part of the Forest (décors, lumières)
- 1946 : Happy Birthday (décors, lumières)
- 1946 : Ballet Theatre (costumes)
- 1946 : Annie Get Your Gun (décors, lumières)
- 1946 : Jeb (décors, lumières)
- 1947 : A Streetcar Named Desire (décors, lumières)
- 1947 : Allegro (décors, lumières)
- 1947 : Command Decision (décors, lumières)
- 1947 : Barefoot Boy With Cheek (décors, lumières)
- 1947 : The Chocolate Soldier (décors, lumières)
- 1947 : Finian's Rainbow (décors, lumières)
- 1947 : Street Scene (décors, lumières)
- 1947 : The Big Two (décors, lumières)
- 1948 : Anne of the Thousand Days (décors, lumières)
- 1948 : Summer and Smoke (décors, lumières)
- 1948 : Sleepy Hollow (décors, lumières)
- 1948 : Mister Roberts (décors, lumières)
- 1949 : South Pacific (décors, lumières)
- 1949 : Carousel (décors, lumières)
- 1949 : Death of a Salesman (décors, lumières)
- 1950 : Guys and Dolls (décors, lumières)
- 1950 : Burning Bright (décors, lumières)
- 1950 : A Streetcar Named Desire (décors)
- 1950 : The Wisteria Trees (décors, lumières)
- 1950 : The Innocents (décors, lumières)
- 1950 : Dance Me a Song (décors, lumières)
- 1950 : The Man (décors, lumières)
- 1951 : Point of No Return (décors, lumières)
- 1951 : Top Banana (décors, lumières)
- 1951 : A Tree Grows in Brooklyn (décors, lumières)
- 1951 : The King and I (décors, lumières)
- 1952 : The Gambler (décors, lumières)
- 1952 : Wish You Were Here (décors, lumières)
- 1952 : Flight Into Egypt (décors)
- 1953 : Kind Sir (décors, lumières)
- 1953 : Tea and Sympathy (décors, lumières)
- 1953 : Me and Juliet (décors, lumières)
- 1953 : Can-Can (décors, lumières)
- 1953 : Picnic (décors, lumières)
- 1954 : Fanny (décors, lumières)
- 1954 : All Summer Long (décors, lumières)
- 1954 : By the Beautiful Sea (décors, lumières)
- 1955 : Pipe Dream (décors, lumières)
- 1955 : The Lark (décors, lumières)
- 1955 : Island of Goats (décors, lumières)
- 1955 : South Pacific (décors)
- 1955 : Guys and Dolls (décors)
- 1955 : Cat on a Hot Tin Roof (décors, lumières)
- 1955 : Silk Stockings (décors, lumières)
- 1956 : Happy Hunting (production, décors, lumières)
- 1956 : The Most Happy Fella (décors, lumières)
- 1956 : Middle of the Night (décors, lumières)
- 1957 : Look Homeward, Angel (décors, lumières)
- 1957 : The Square Root of Wonderful (décors, lumières)
- 1957 : Miss Lonelyhearts (décors, lumières)
- 1958 : Whoop-Up (décors, lumières)
- 1958 : The Gazebo (production, lumières)
- 1958 : The World of Suzie Wong (décors, lumières)
- 1958 : Handful of Fire (décors, lumières)
- 1958 : The Day the Money Stopped (décors, lumières)
- 1958 : Oh Captain! (décors, lumières)
- 1959 : Silent Night, Lonely Night (décors, lumières)
- 1959 : The Gang's All Here(décors, lumières)
- 1959 : Gypsy (décors, lumières)
- 1959 : Sweet Bird of Youth (décors, lumières)
- 1959 : The Most Happy Fella (décors, lumières)
- 1959 : Rashomon (lumières)
- 1960 : Little Moon of Alban (décors, lumières)
- 1960 : Period of Adjustment (décors, lumières)
- 1960 : Christine (décors, lumières)
- 1960 : The Best Man (décors, lumières)
- 1960 : There Was a Little Girl (décors, lumières)
- 1961 : Everybody Loves Opal (décors, lumières)
- 1961 : The Devil's Advocate (décors)
- 1962 : Mr. President (décors, lumières)
- 1962 : All American (décors, lumières)
- 1963 : The Milk Train Doesn't Stop Here Anymore (décors, lumières)
- 1964 : The Owl and the Pussycat (décors, lumières)
- 1964 : But For Whom Charlie (décors, lumières)
- 1964 : Après la chute (After the Fall) (décors, lumières)
- 1965 : The Playroom (décors, lumières)
- 1965 : Danton's Death (décors, lumières)
- 1965 : Guys and Dolls (décors)
- 1966 : My Sweet Charlie (décors, lumières)
- 1966 : Don't Drink the Water (décors, lumières)
- 1966 : Venus Is (décors, lumières)
- 1967 : Daphne in Cottage D (décors, lumières)
- 1967 : That Summer - That Fall (décors, lumières)
- 1967 : The Paisley Convertible (décors, lumières)
- 1968 : The Seven Descents of Myrtle (décors, lumières)
- 1968 : I Never Sang for My Father (décors, lumières)
- 1968 : The Prime of Miss Jean Brodie (décors, lumières)
- 1969 : 1776 (décors, lumières)
- 1970 : Look to the Lilies (décors, lumières)
- 1970 : Georgy (décors, lumières)
- 1970 : Child's Play (décors, lumières)
- 1970 : Who Cares? (décors)
- 1971 : Father's Day (décors, lumières)
- 1972 : The Crucible(décors, lumières)
- 1972 : Voices (décors, lumières)
- 1972 : Children! Children! (décors, lumières)
- 1973 : Out Cry(décors, lumières)
- 1974 : In Praise of Love (décors, lumières)
- 1989 : Jerome Robbins' Broadway (décors)
- 2012 : Death of a Salesman (décors)

## Filmographie
- 1926 : Vénus moderne (The American Venus) de Frank Tuttle
- 1954 : Top Banana (en) d'Alfred E. Green
- 1955 : Picnic de Joshua Logan

## Distinctions

### Récompenses
- Osars 1956 : Oscar des meilleurs décors pour Picnic
- Tony Award des meilleurs décors
  - 1949 pour Sleepy Hollow / Summer and Smoke / Anne of the Thousand Days / Death of a Salesman / South Pacific
  - 1950 pour The Innocents
  - 1952 pour The King and I
  - 1970 pour Child's Play
- 1970 : Tony Awards des meilleures lumières pour Child's Play
- 1970 : Drama Desk Award for Outstanding Set Design pour Child's Play

### Nominations
- Tony Award des meilleurs décors
  - 1956 pour Cat on a Hot Tin Roof / The Lark / Middle of the Night / Pipe Dream
  - 1958 pour Look Homeward, Angel / Miss Lonelyhearts / The Square Root of Wonderful / Oh, Captain! / The Day the Money Stopped
  - 1960 pour Gypsy et pour The Best Man
  - 1961 pour The Devil's Advocate
  - 1969 pour 1776
  - 1971 pour Father's Day